# 本多忠次 (伊奈城主)
本多 忠次（ほんだ ただつぐ、天文16年（1547年）- 慶長18年4月6日（1613年5月25日））は、戦国時代から江戸時代初期にかけての武将。徳川氏の家臣。三河国宝飯郡伊奈郷（愛知県豊川市伊奈町）の伊奈城々主（伊奈本多氏5世）。のちの近江国膳所藩主本多氏の祖。通称は隼人佑・縫殿助・彦八郎。本多忠俊の子。

## 生涯
天文16年（1547年）、徳川氏の家臣・本多忠俊の子として誕生。
徳川家康に仕え、永禄7年（1564年）、東三河吉田城攻めに父・忠俊と共に参陣。同年3月4日（1565年4月4日）に父が死去すると、所労のあった兄・本多光忠に代わって家督を継いだ。
同年3月、忠次は家臣・戸田小栗を派遣して今川方の吉田城主・小原鎮実を数度にわたり説得、結果小原は吉田城を開き遠江国に落ちた。これにより東三河も含め三河国八郡の殆どを勢力下に収めることに成功した家康は、忠次の功績は大きいとして忠次と兄・光忠の所領加増ならびに弟の本多光典や家臣・戸田小栗にそれぞれ50貫文の地の恩賞を受けた。
元亀元年6月（1570年7月）、姉川の戦いにて酒井忠次（徳川家宿老）の指揮下で戦った。
天正3年3月（1575年4月）には松平信康（家康の嫡男）の初陣に随い三河国足助・伏地の両城を攻めた。同年5月（1575年6月）の長篠の戦いでは、決戦に先立って武田勝頼軍の後方の「鳶の巣山砦」を迂回攻略して武田軍の退路を絶った、酒井忠次の指揮する別働隊に属して戦った。
天正9年3月（1579年4月）の高天神城攻めでは、落城に際して武田方の首級21を討ち獲った。同10年には、酒井忠次の次男・九十郎（のちの康俊）を迎え養嗣子とした。同11年7月（1581年8月）に家康の娘が北条氏直に嫁ぐ際、その御輿添えとして相模国に随従したという。
その後、天正17年（1589年）に養嗣子・康俊に家督を譲る。関ヶ原の戦いの戦功で康俊が三河国西尾城2万石に転封されるとこれに同行した。
慶長18年（1613年）4月6日に西尾（愛知県西尾市）で死去した。享年66。亡骸は同地の郊原に葬られたと伝える。

## 家族
- 室は菅沼定村の女（菅沼定盈の妹）。
- 嗣子は康俊（酒井忠次の次男）。
- 兄弟 - 長兄：光忠（みつただ、通称・修理亮）、弟：光典（みつのり、通称・伊予）、弟：光正（みつまさ、通称・荘大夫）、妹：朝比奈真次（あさひな さねつぐ、通称・紀伊守、遠州宇津山城主）の室、高力正長の室。